# Chiesa di San Martino (Cinigiano)
La chiesa di San Martino era un edificio religioso situato nella parte orientale del territorio comunale di Cinigiano. La sua esatta ubicazione era in località La Pieve, lungo la strada che dal capoluogo comunale conduce verso Monticello Amiata.

## Storia
Di origini medievali, la chiesa è citata in vari documenti risalenti al XII secolo. La sua esistenza è ancora accertata nella seconda metà del Quattrocento, epoca in cui entrò a far parte della diocesi di Montalcino, in seguito confluita nell'Arcidiocesi di Siena-Colle di Val d'Elsa-Montalcino; anche durante il Cinquecento il luogo di culto risultava ancora frequentato per varie funzioni religiose. Il suo abbandono risale al tardo Seicento ed il suo degrado fu notevolmente accelerato dal recupero dei materiali di costruzione durante i secoli successivi: Emanuele Repetti la ricordava sotto forma di ruderi, in località La Pieve, agli inizi dell'Ottocento.
Dell'edificio religioso di epoca medievale sono state perse completamente le tracce, mentre il luogo di ubicazione è stato possibile identificarlo con certezza grazie alla descrizione del Repetti